# 鶴見清彦
鶴見 清彦（つるみ きよひこ 1917年3月11日 - 1976年11月17日）は、日本の官僚、外交官。

## 経歴
1940年、東京帝国大学法学部政治学科を卒業後、外務省へ入省。
外務省在外研究員としてアメリカ合衆国に渡るも、1941年に日米関係が悪化。同年11月に引き揚げ船として派遣された氷川丸に乗船して帰国した。
1942年からタイ国に勤務し終戦を迎える。戦後は終戦連絡中央事務局に勤務し、1951年に在ワシントン在外事務所勤務。1953年に外務省アジア局五課長、1955年にジャカルタ領事となる。1951年、バンドン会議に出席。
その後は駐米公使、外務省経済局次長、外務省経済局長、経済協力開発機構日本代表部大使、外務審議官などを務めた。外務審議官時代には田中角栄首相とリチャード・ニクソンアメリカ大統領の日米首脳会談の事前調整を担い、アメリカの対日貿易赤字解消のために大型ジェット旅客機購入を取り決めた（これは結果的にロッキード事件に発展する遠因となった）。1974年にジュネーブ国際機関代表部大使となったが、1976年8月に肺がん治療のため帰国。しかし回復を果たせず同年11月17日に国立がんセンターで死去。59歳。従三位勲二等旭日重光章。